# Kevin Can Wait
Kevin Can Wait – amerykański serial telewizyjny (sitcom) wyprodukowany przez Hey Eddie Productions, Mohawk Productions, CBS Television Studios oraz Sony Pictures Television. Pomysłodawcami serialu są Kevin James, Bruce Helford oraz Rock Reuben. „Kevin Can Wait” był emitowany od 19 września 2016 roku do 7 maja 2018 roku przez CBS.

13 maja 2018 roku, stacja CBS ogłosiła zakończenie produkcji serialu, drugi sezon jest finałową serią.

## Fabuła
Serial opowiada historie Kevina Gable’a, emerytowanego policjanta, którego życie rodzinne jest trudniejsze niż praca zawodowa.

## Obsada
- Kevin James jako Kevin Gable
- Erinn Hayes jako Donna Gable[3](sezon 1)
- Taylor Spreitler jako Kendra Gable[4]
- Ryan Cartwright jako Chale[5]
- Mary-Charles Jones jako Sara Gable[6]
- James DiGiacomo jako Jack Gable[6]
- Christopher Brian Roach jako Mott
- Leonard Earl Howze jako Goody[7]
- Lenny Venito jako Duffy[8]
- Gary Valentine jako Kyle Gable[8]
- Leah Remini jako Vanessa Cellucc[9]

## Odcinki
| Sezon | Odcinki | Oryginalna emisja w CBS | Oryginalna emisja w CBS |
| Sezon | Odcinki | Premiera sezonu         | Finał sezonu            |
| ----- | ------- | ----------------------- | ----------------------- |
| 1     | 24      | 19 września 2016        | 8 maja 2017             |
| 2     | 24      | 25 września 2017        | 7 maja 2018             |

## Produkcja
27 stycznia 2016 roku Taylor Spreitler dołączyła do obsady.
W lutym 2016 roku Leonard Earl Howze, Ryan Cartwright, Mary-Charles Jones i James DiGiacomo dołączyli do serialu.
W marcu 2016 roku ogłoszono, że Erinn Hayes dołączyła do serialu. 14 maja 2016 roku stacja CBS oficjalnie zamówiła pierwszy sezon serialu na sezon telewizyjny 2016/2017.
W tym samym miesiącu do obsady dołączyli: Lenny Venito i Gary Valentine.

17 października 2016 roku stacja CBS zamówiła pierwszy pełny sezon, a 7 stycznia 2017 roku zamówiła kolejne dwa odcinki pierwszego sezonu.

23 marca 2017 roku, stacja CBS zamówiła oficjalnie 2 sezon serialu. 
Na początku czerwca 2017 roku, poinformowano, że Erinn Hayes odchodzi z serialu oraz Leah Remini dołączyła do obsady głównej w drugim sezonie